# Petrojet FC
Petrojet Footbaall Club w skrócie Petrojet FC – egipski klub piłkarski, grający w drugiej, a niegdyś w egipskiej pierwszej lidze, mający siedzibę w mieście Suez.

## Sukcesy
- I liga[1]:
  - 3. miejsce (1): 2008/2009.

## Występy w afrykańskich pucharach
| Sezon | Rozgrywki           | Runda   | Kraj             | Klub                  | Dom | Wyjazd | Dwumecz |
| ----- | ------------------- | ------- | ---------------- | --------------------- | --- | ------ | ------- |
| 2010  | Puchar Konfederacji | wstępna |                  | Miembeni SC           | 2–0 | 2–2    | 4–2     |
| 2010  | Puchar Konfederacji | 1       | Sudan            | Al-Chartum            | 3–0 | 2–1    | 5–1     |
| 2010  | Puchar Konfederacji | 2       | Tunezja          | Club Sportif Sfaxien  | 1–1 | 0–1    | 1–2     |
| 2015  | Puchar Konfederacji | wstępna | Sudan Południowy | Al-Ghazal FC          | 6–1 | 0–1    | 6–2     |
| 2015  | Puchar Konfederacji | 1       | Mali             | Djoliba Athletic Club | 0–0 | 1–2    | 1–2     |

## Stadion
Domowe mecze klub rozgrywa na stadionie o nazwie Stadion w Suezie. Stadion może pomieścić 27000 widzów.